# Les Estinnes

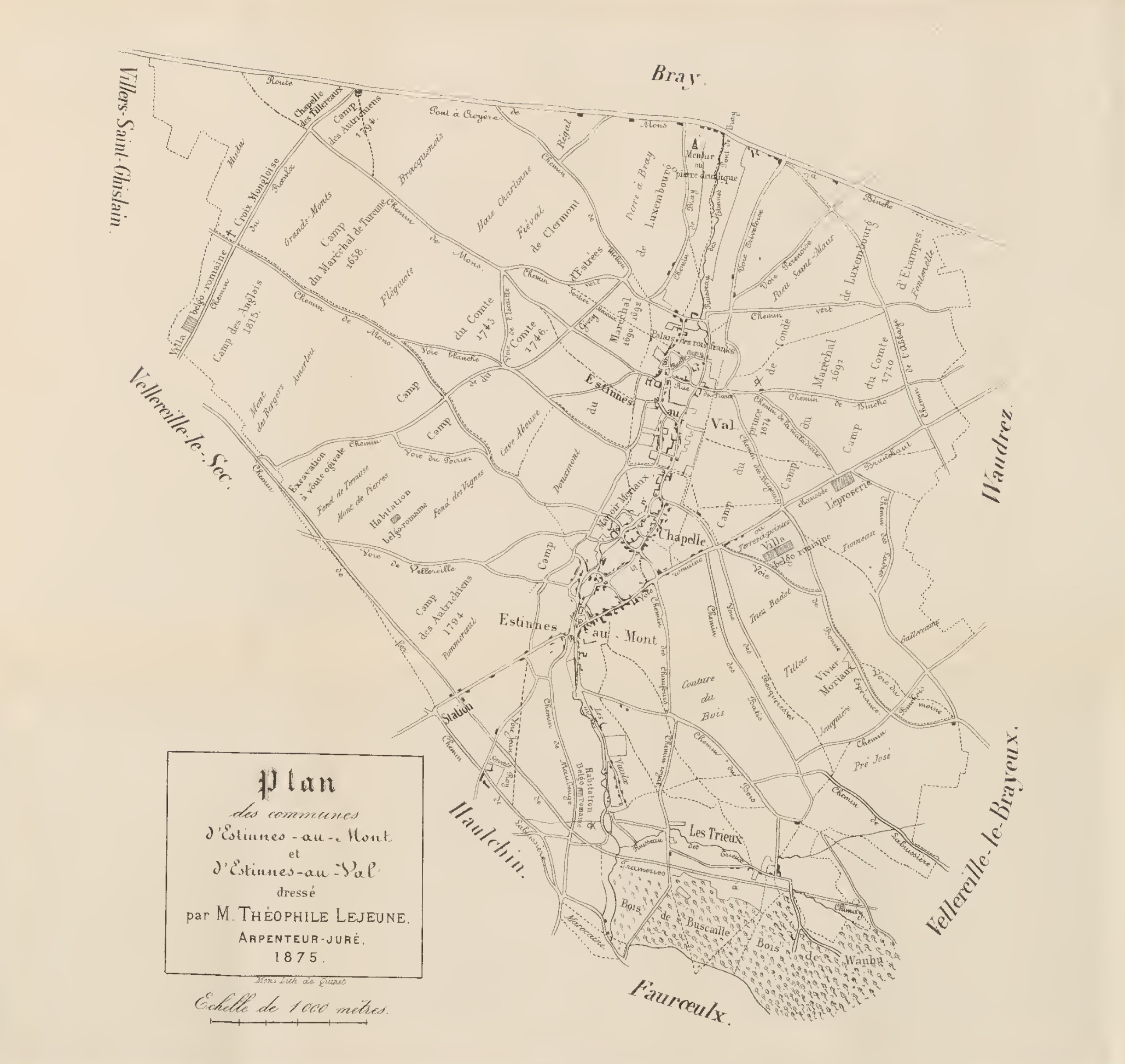
Plan des communes d'Estinnes-au-Mont et d'Estinnes-au-Val dressé par Théophile Lejeune. Le plan contient également les localisations historiques de, par exemple, l'ancienne grande villa romaine ou l'emplacement présumé du palais du domaine royal.

Les Estinnes (Leptis, Leptines, Leptinnes, Lestines, Liftinas ou Liptinas) est un lieu historique situé en Belgique, dans la province de Hainaut, aujourd'hui dans l'actuelle commune d'Estinnes, plus particulièrement dans les sections d'Estinnes-au-Val, Estinnes-au-Mont, Bray, Vellereille-les-Brayeux, Faurœulx et environs. Ce lieu, déjà occupé pendant la préhistoire, sert d'important lieu de production à travers les âges : un fundus gallo-romain, un domaine royal franc pépinide et carolingien pour devenir à la fin du Xe siècle un domaine comtal des comtes de Hainaut. Petit à petit démembré par ceux-ci, le lieu-dit Les Estinnes et ses reliquats encore présents en fin du XVIIIe siècle disparaissent à la Révolution française et le tout est divisé en plusieurs communes.
Dès la préhistoire, les lieux sont occupés par les hommes : des outils de pierre, des mégalithes ou leurs traces en attestent la présence à cette époque. Les traces ultérieures d'activités humaines datent de l'époque de la Gaule romaine. En témoignent la présence de fondations de plusieurs villas romaines, d'installations agricoles et de quelques restes mobiliers qui indiquent la présence d'un fundus (domaine agricole romain) construit autour de la chaussée romaine de Bavay à Cologne. Jusqu'au IVe siècle apr. J.-C., ce fundus connaît une activité économique et stratégique importante. Les invasions barbares, laissent ces installations romaines à l'abandon jusqu'à la ruine des villas et des fermes.
Les Estinnes, deviennent probablement au début du Ve siècle apr. J.-C., un domaine royal appartenant aux Pépinides qui s’étend sur 4 500 hectares et semble s'être maintenu jusqu'au IXe siècle. Une grande demeure, palais ou villa royale placée au centre du domaine royal (sur l'actuel Estinnes-au-Val) constitue probablement un relais ou un gîte pour les souverains constamment en déplacement. En 743, le concile de Leptines est convoqué par Carloman Ier, alors maire du palais des royaumes francs, semble se dérouler dans cette villa dont l'emplacement exact se situe peut-être dans l'actuel Estinnes-au-Val.
Au Xe siècle, le fisc royal des Estinnes passe aux comtes du Pagus Hainoensis (pays hennuyer) et devient donc un domaine comtal. Celui-ci est progressivement démembré par diverses donations en fiefs que les comtes du Hainaut font aux vassaux méritants ou aux abbayes et notamment celles de Lobbes ou de Bonne-Espérance. En outre, pour des raisons probablement démographiques ou culturelles, après le VIe siècle, la paroisse de saint Martin d'Estinnes est divisée en deux : Estinnes-au-Val consacrée à saint Martin et Estinnes-au-Mont à saint Remy. Au XIIe siècle l'autel de la paroisse d'Etinnes-au-Mont est cédé au chapitre cathédral de Cambrai et, au XIIIe siècle, Bray est détaché d'Estinnes-au-Val. Cependant, toujours au XIIIe siècle, le domaine comtal reste encore très prospère au vu par exemple de l'assignation successive des seigneuries de Bray et des Estinnes en douaire pour les comtesses du Hainaut. Malgré tout, entre guerres et reconstructions diverses, le démembrement continue et seulement quelques traces du domaine sont encore visibles à la fin du XVIIIe siècle.

## Essais de toponymie
Le nom « Liftinas » ou « Liptinas » est mentionné dans des documents écrits qui concernent le concile de Leptines de l'an 743. Il est communément admis que les premières mentions du lieu « Listina » datent de l'an 691 et 697 se trouvant sur deux diplômes prétendument écrits par Pépin de Herstal. Mais il est démontré qu'il s'agît de faux dont l'écriture ne peut être antérieure à 973, le toponyme « Listina » n'apparaissant au plus tôt qu'en 830 dans un traité sur les villas romaines des Estinnes et en « Leptinas » sur un denier d'argent de Charle-le-Chauve : Leptinas fisco (« Fisc de Leptines »). D'autres formulations comme « Leptis », « Leptines » ou « Lestines » — dont la formulation dialectale l’« èstène » ou « al basse èstène » — sont rencontrées par après.
Cependant, il semble que l'origine du nom soit plus ancienne. L'une des hypothèses se base sur le nom de colons germains déportés de la Germanie par l'empereur Maximien Hercule vers la Nervie au cours du IIIe siècle : les Lètes, « Loetes » ou « Leptes ». Théophile Lejeune, historien érudit du XIXe siècle et promoteur de cette hypothèse, qualifie les Lètes de « colon ou tenancier », l’étymologie de ce nom venant du germanique « lathen » ou « liten » qui signifie « serf ». Ainsi le lieu situé sur la voie romaine reliant Bavay à Cologne à proximité de Vodgoriacum (Waudrez) devient la terrœ leticœ, terre des Lètes, vastes plaines cultivables à l'origine des villages au nom originaire de « Liptines » ou « Leptines »,. Le suffixe « -inne », utilisé dans de nombreux noms de village, de « Leptines » signifie « endroit ».
Une autre hypothèse se rapporte au mot francique « stines » signifiant « pierre » et qui peut être étendu à la notion de « maison fortifiée » ou « palais » dans la langue des Teutons. Plus tard l'article « li » (le, les) s'ajoute et forme le nom « li stine » désignant « le palais » et fait référence aux villas royales se trouvant sur les lieux au moment du concile de Leptines en 743. Mais cette signification est battue en brèche par Théophile Lejeune : l'endroit étant déjà habité pendant la période gallo-romaine, la signification de Leptines ne peut s'établir que sur la seule base du concile. Il rejette aussi la théorie du chroniqueur du XIVe siècle, Jacques de Guise— qu'il qualifie de « naïf historien » — qui fait également de « stine » une traduction de « pierre » mais se rapporte à l’ancienne existence d'un monument érigé en l'an 12 apr. J.-C. par ordre du général Annolinus. Selon Lejeune, il n'y a aucune de preuve tangible de l'existence d'un tel monument. Au mieux, le nom « stines » équivalant à la pierre, ne pourrait résulter que de la proximité des lieux avec une énorme « pierre druidique » dite « Pierre de Bray » qui était encore visible au XVIIIe siècle non loin du territoire d'Estinnes-au-Val,. L'historien Jules Monoyer envisage les deux hypothèses comme complémentaires. Le « Stines » des Francs et le « Leptines » du concile se confondent en langues romanes en « Lestines » ou en « Les Estines »,,.

## L'époque des mégalithes
Les mégalithes se distinguent en deux classes, menhirs et dolmens, et sont témoins de l'époque néolithique européenne. Dans les provinces de Namur, du Luxembourg et du Hainaut, ils attestent de l'occupation humaine au milieu du IIIe millénaire av. J.-C. Cependant, seulement une dizaine de menhirs et une seule paire de dolmens subsistent encore dans ces provinces et ne représentent qu'une infime partie de ceux qui étaient élevés durant la période néolithique. Les autres ont disparu à cause des travaux agricoles, des constructions de fermes, de champs, du tracé de routes, de rails ou sous la pression de la christianisation des populations locales.

### La Pierre de Bray

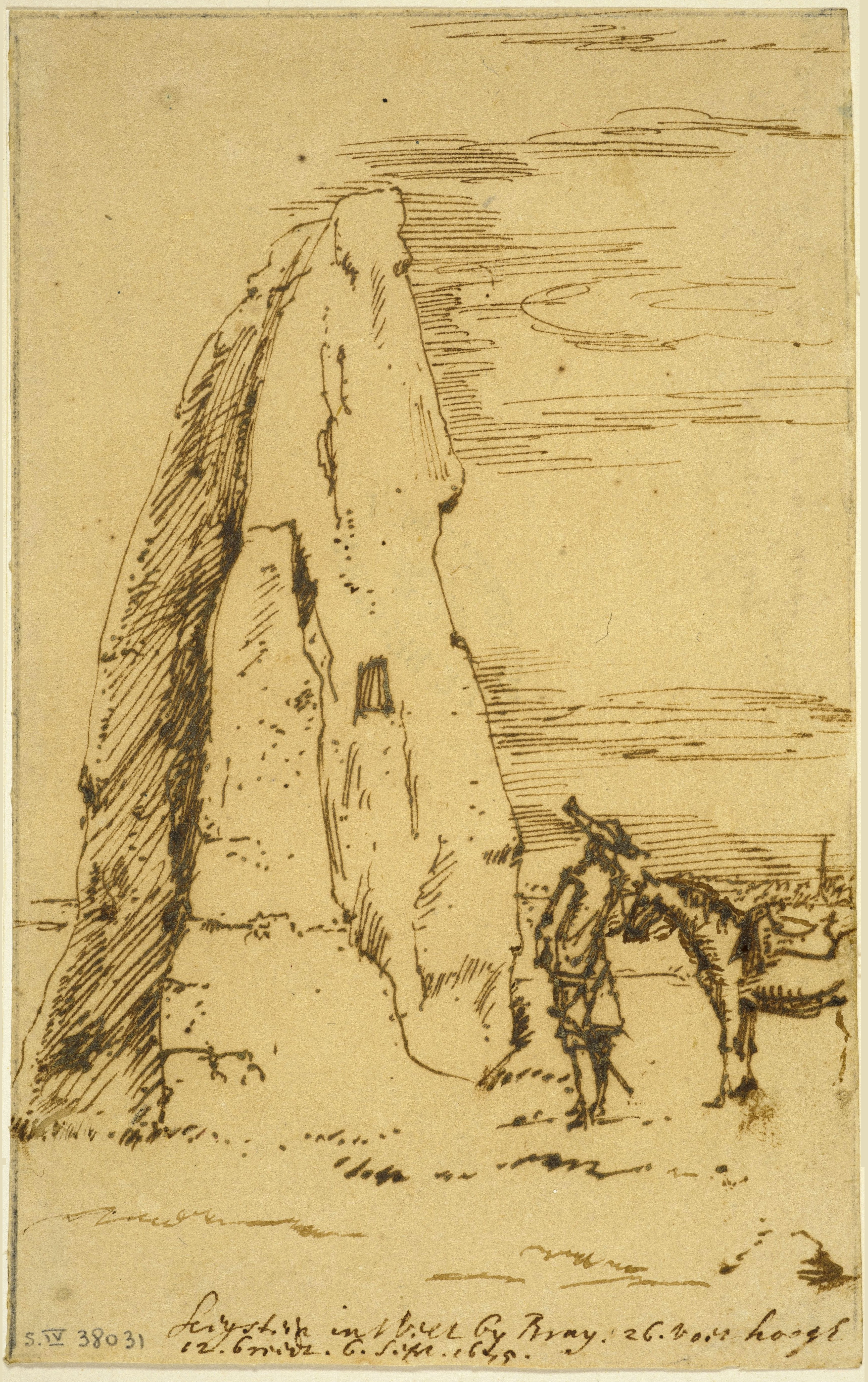
Dessin de la pierre de Bray réalisé en 1675 par Constantin Huygens jr. (1628-1697).

La Pierre, la Longue Pierre ou la Pierre de Bray est une pierre aujourd'hui disparue. Anciennement située à mi-chemin entre Bray et Estinnes-au-Val au croisement de la route de Mons et du vieux chemin Estinnes - Bray - Le Rœulx, elle est mentionnée pour la dernière fois dans l'Atlas de la Guerre de Succession d'Espagne établi entre 1701 et 1713 par Eugène-Henri Fricx. D'autre part, Jacques de Guise la mentionne probablement au XIVe siècle et situe son origine à l'an 12 apr. J.-C., ce qui démontre son existence à ce moment. Moment au cours duquel on considérait son origine à l'époque romaine,. Renversée et détruite en 1753, ses débris ont servi à la construction d'un canal amenant l'eau au moulin de Saint-Jacques à Binche. La pierre devait mesurer 5,25 mètres de haut pour sa partie hors de terre et 3,80 mètres de large. Fixée sans aucune fondation, elle était enfoncée par 1,50 mètre sous terre et devait peser plus de 100 tonnes. Quelques silex travaillés ont été recueillis dans les environs immédiats de la Pierre et à 1 400 mètres de là se trouvent deux gisements néolithiques.

### Les mégalithes d'Estinnes

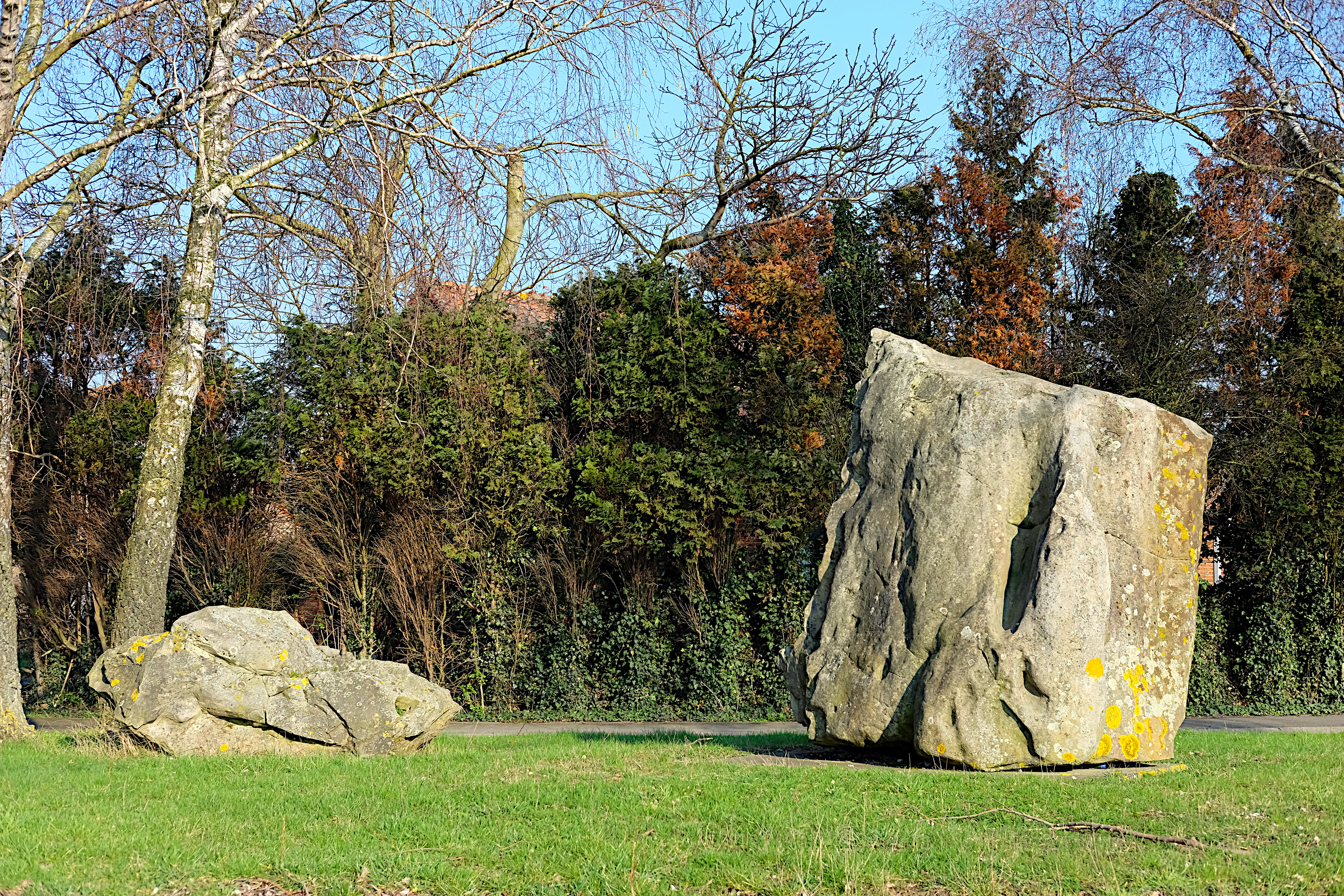
Les mégalithes d'Estinnes-au-Val

Les deux mégalithes d'Estinnes ont été retrouvés enfouis par l'homme au cours d'une époque inconnue dans un champ aux abords de la commune. L'équipe du Cercle d'Histoire et d'Archéologie d'Estinnes, au cours du sauvetage des deux pierres, a également mis au jour une tranchée circulaire entourant les deux pierres. La première pierre repose sur sa face d'érosion pèse 9,2 tonnes et est accompagnée de divers outils dont deux petites dalles à profils de coin et d'un galet cylindrique pouvant être utilisé comme broyeur ou percuteur. La seconde pierre allongée et étroite retrouvée à une trentaine de mètres de la première montre des surfaces taillées. La disposition des alentours et la forme des deux mégalithes laisse entendre qu'ils sont dressés au cours du Néolithique dans les limites d'Estinnes-au-Val et qu'ils pourraient être inclus dans un ensemble de pierres dont fait partie la Pierre de Bray. Ces deux mégalithes sont aujourd'hui déplacés et visibles à 750 mètres vers l'est de l'endroit où ils ont été découverts, au sud-est du cimetière d'Estinnes-au-Val à l'entrée de la rue de Bray.

## Le domaine agricole romain
La chaussée romaine de Bavay à Cologne (ancienne capitale de Nervie) construite vers 58 av. J.-C., vraisemblablement sur une route préexistante édifiée par les Nerviens, constitue un axe commercial, culturel et militaire entre les deux villes. Aujourd'hui connue sous le nom de chaussée Bruneheault, elle fait partie d'un réseau routier construit en étoile à partir de Bavay. C'est le long de ces routes que se forment probablement des communautés agricoles nerviennes qui, dès l'arrivée des romains, se transforment en fundus composés de plusieurs villas gallo-romaines.
C'est le cas du fundus des Estinnes qui, situé entre les deux forts romains de Givry et de Morlanwelz, forme un réseau de routes à partir de la chaussée vers les villas, points d'eau, centres religieux éloignés ou des terres plus distantes comme Bray, les actuels Faurœulx, Peissant, Merbes-Sainte-Marie ou Merbes-le-Château. Carrefour au cœur de ces routes, l'endroit devient peu à peu un important centre de production agricole et artisanal. Du Ier siècle au IVe siècle, période pendant laquelle il est continuellement en activité, le fundus des Estinnes (ou sans doute « Leptines ») semble couvrir plus de 2 000 hectares de terres cultivées et est composé d'une grande villa dont les fondations sont découvertes dans l'actuelle Estinnes-au-Val et d'autres plus petites dans l'actuel Estinnes-au-Mont. Ce fundus alimente les légions romaines voisines et constitue un considérable centre commercial entre les localités voisines.
Située à l'actuelle Estinnes-au-Val, à 500 mètres de la chaussée romaine se trouvent les vestiges — à nouveau enfouis — de la plus grande villa du fundus qui semble être, au début du IVe siècle, une importante résidence dont les vestiges portent, au moment de leur fouille en 1851, de nombreux indices de grande richesse : « des débris de vases en terre samienne, dolia et d'amphores, de coupes et de cruches, de jarres et soucoupes, de vases en verre, ..., tronçons de colonnes et frises en pierre blanche ». Des restes de gibier comme des cornes de cerfs et dents de sangliers, laissent penser que la villa est alors entourée de vastes forêts qui sont la propriété des maîtres. Parmi d'autres vestiges que ceux qui sont ordinairement récoltés dans ce genre d'habitation : plusieurs monnaies à l'effigie de Germanicus, Néron et Valens. Le rez-de-chaussée compte à lui seul plus de vingt chambres — avec ses dépendances, bains, jardins, quartiers de vie séparés entre ceux des serviteurs et ceux des maîtres — dont les murs sont anciennement recouverts de stuc, de granit et de plaques de marbre blanc ; cette villa est similaire aux plus grandes villas romaines découvertes dans l'ancien empire romain, elle constitue, probablement le centre d'une agglomération de petites maisons alors construites autour de la rivière, le Rieu-des-Estinnes, qui traverse le fundus. Les restes de ses maisons sont découverts au XIXe siècle notamment lors de la construction de bâtiments contemporains. Également découverte au XIXe siècle au nord-ouest d'Estinnes-au-Mont, d'autres villas, plus petites, aux vestiges mobiliers plus sobres, probablement habitées par une population plus rurale et plus modeste. Elles sont sans doute une dépendance de la plus grande villa d'Estinnes-au-Val,.
Au début du IVe siècle, les bâtiments du fundus sont régulièrement détruits par les envahisseurs germaniques et il n'y a plus aucune trace d'occupation romaine à la fin du siècle. La grande villa et ses dépendances sont alors abandonnées.

## Le domaine royal pépinide
Les traces d'habitations et d'activités dans la zone géographique du bassin supérieur de la Haine disparaissent pour la période comprise entre le Ve siècle et le VIIIe siècle. C'est un hiatus historique peu observé dans les zones proches du bassin de la Haine et, concernant l'histoire des Estinnes, seules des hypothèses peuvent être émises. Il semble cependant qu'après avoir été un important centre activité pendant la période romaine, le site devient durant la période franque un domaine royal qui englobe également le territoire actuel des communes de Bray, Vellereille-les-Brayeux et Faurœulx.

### Le concile de Leptines
Pour tenter de retracer l'histoire du Haut Moyen Âge des Estinnes, les historiens prennent pour point de départ le concile de Leptines convoqué en 743 par Carloman (fils de Charles Martel) alors maire du palais du roi mérovingien Childéric III. L'historien Alain Dierkens soutient, quant à lui, la date du 1er mars 744, quelques jours avant le concile de Soissons convoqué par Pépin III.
La raison du choix de l'emplacement de ce concile in loco qui dicitur Liptinas (« dans un lieu appelé Leptines ») et sa durée sont encore inconnues. Le choix de l'emplacement peut avoir comme cause la proximité de la voie de communication romaine entre Bavai et Cologne, voie à laquelle sont reliés, au niveau de Leptines, nombre de chemins et diverticules vers l'intérieur des terres. Une autre raison peut avoir une origine plus politique : à la mort du roi Thierry IV en 737, Charles Martel, en tant que maire du palais et réel détenteur du pouvoir depuis longtemps concédé par les rois mérovingiens n'estime pas nécessaire de replacer un nouveau souverain sur le trône de Francie. La succession de Charles en octobre 741 oppose ses deux fils légitimes, Pépin III et Carloman, à leur demi-frère Griffon, qui réclame sa part de l'héritage. Après la victoire de Carloman et de Pépin, ceux-ci nomment, au début de 743, un nouveau roi symbolique, Childéric III, et se partagent la Francie : à Carloman reviennent l'Austrasie, l'Alémanie et la Thuringe ; à Pépin, la Neustrie, la Bourgogne et la Provence. Cependant, certaines parcelles de la Neustrie dans lesquelles se trouve la résidence royale des Estinnes relèvent du pouvoir de Carloman et d'autres parties de l'ancienne Austrasie à Pépin. Le choix de Carloman s'est sûrement porté sur le domaine des Estinnes en raison de sa proximité avec les terres de son frère Pépin qui organise quelques jours tard le concile de Soissons confirmant et prolongeant celui des Estinnes.

### Le palais domanial
Un événement comme le concile de Leptines est difficilement imaginable sans la présence d'installations assez grandes et d'un domaine assez vaste pour en accueillir l'ensemble des participants —  évêques, prêtres, diacres, clercs, ducs, comtes, maire du palais, légat du Pape et leurs suites — remarquables, non seulement par leur nombre, mais encore par leurs qualités ou leur position sociale qui les rend à même de prendre des décisions qui portent sur la gestion du royaume d'Austrasie⁣ et de son clergé, et cela, conjointement avec le maire du palais Carloman et le légat du Pape l'archevêque Boniface. Il est donc possible de déduire qu'un domaine royal — locus pouvant également signifier « domaine » — avec son palais est déjà présent et établi avant le déroulement du concile de Leptines en l'an 743,,.
L'emplacement exact du palais qui sert également d'étape dans les nombreux voyages des rois francs est encore inconnu. Théophile Lejeune le situe à Estinnes-au-Val, non loin de la « ruelle Pépin » ou d'une ferme nommée « ferme Pépin » toutes deux situées à proximité du ruisseau des Estinnes. Selon lui, les rois francs recherchent « de préférence cet endroit bas et humide, situé près des eaux ». À l'époque, l'endroit devait peut-être former le bord d'un marais favorable à la construction d'un palais qui se situerait à l'est du Rieu-des-Estinnes, à 1 200 mètres au nord de la chaussée romaine et à 1 300 mètres au sud de l'actuelle commune de Bray,. Pour Christian Demoustier l'argument est faible, mais il n'est pas impossible que la résidence royale et les bâtiments secondaires se trouvent alors dans le centre actuel du village d'Estinnes-au-Val. Théophile Lejeune fait part de la découverte de tombes proches du site et d'une fibule, d'anciens boutons, des morceaux de bois de cerfs travaillés, de carreaux de terre émaillée et de pavés en mosaïque. En outre, l'historien ecclésiastique Miraeus rapporte en 1636 qu'il a vu des restes du palais des Estinnes à cet endroit'.

### Des chemins, des nécropoles et des chartes

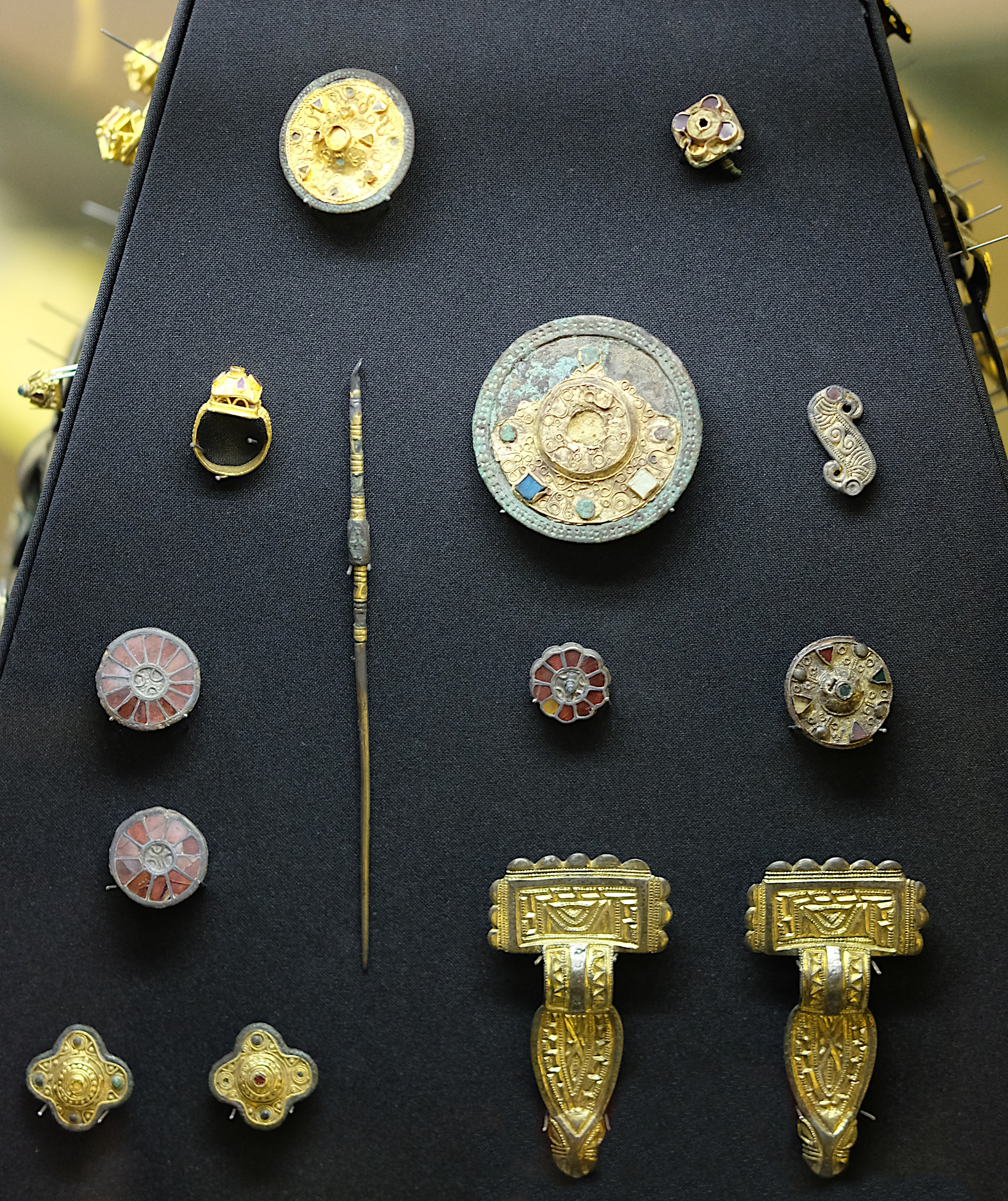
Plusieurs bijoux funéraires trouvés dans la nécropole mérovingienne de Trivières (Hainaut - Belgique). Du V au VII. (musée royal de Mariemont - Morlanwelz-Mariemont - Belgique).

Mais, si aujourd'hui, il ne fait aucun doute que ce locus Listinas appartient bien aux Pépinides au moment du concile organisé à l'initiative de Carloman en tant que maire du palais détenteur effectif du pouvoir royal,, il reste à savoir depuis quand il existe et si Carloman en est bien le maître par son appartenance à sa famille depuis son ancêtre Pépin de Landen, ?
Deux indices permettent de situer le domaine des Estinnes — ou, en tout cas, une activité, qui y est liée — assez loin dans le temps : d'une part, la paroisse est consacrée à saint-Martin et, en pays franc, cette caractéristique indique une paroisse très ancienne et, d'autre part, l'existence de deux chemins très anciens qui relient le village l'un à Trivières et l'autre à Nivelles en traversant Haine-Saint-Paul,.
Ces deux chemins se séparent l'un de l'autre à un endroit présumé au centre du domaine royal et suivent la rive droite du Rieu-des-Estinnes. Ils sont décrits dans le Cartulaire des rentes et cens dus au comte de Hainaut de 1265 à 1285 comme marquant la limite des propriétés qui appartiennent au comte du Hainaut, ce qui permet de déduire qu'il s'agit de chemins très anciens dont l'origine pourrait remonter à une occupation mérovingienne du domaine des Estinnes. L'un des deux chemins, appelé « voie triveloise », coupé par l'actuelle chaussée de Mons à Binche, traverse les champs, l'affluent de la Haine appelée Princesse et mène à l'entité de Trivières au pied d'une colline où se situent les restes de la nécropole mérovingienne de Trivières. L'autre, appelé « voie pérénoise » est actuellement enfoui sous les champs sur le territoire d'Estinnes, et reprend à la chaussée de Mons-Binche, empruntant l'actuelle chaussée de Nivelles à laquelle elle sert d'assise pour arriver par Péronnes à Haine-Saint-Paul. Là, la voie pérénoise traverse la Haine aux environs de la nécropole mérovingienne de Péronnes peu avant Haine-Saint-Pierre pour continuer vers Nivelles. Les deux nécropoles mérovingiennes de Péronnes et de Haine-Saint-Paul proches d'Estinnes témoignent d'une importante activité liée aux débuts d'existence du domaine des Estinnes à partir du Ve siècle.
Effectuées entre 1908 et 1910, les fouilles de la nécropole de Trivières révèlent une utilisation du site entre la fin du Ve siècle et 625, un mobilier et de nombreux objets précieux remarquables par leur somptuosité et leur beauté dépassant de loin en quantité et en qualité le contenu des nécropoles environnantes de Ciply ou Harmignies, par exemple. Ces objets ne sont exclusivement utilisables que par des personnages d'un rang particulièrement élevé ou par des proches de ceux-ci. L'historienne Germaine Faider-Feytmans en déduit que la nécropole de Trivières abrite probablement les restes du personnel civil, domestique ou militaire du domaine royal qui côtoient les dépouilles des cadres, officiers, courtisans, administrateurs régionaux, comtes et autres commandeurs temporaires ou encore parents et proches de la dynastie des princes ayant vécu au domaine.
La nécropole de Haine-Saint-Paul est, quant à elle, de nature très différente : utilisée à partir de 550 jusqu'aux années 700, elle est principalement pourvue d'armes et de matériel militaire en grande quantité, elle semble ne contenir quasiment que des sépultures de guerriers. Quelques objets de luxe similaires à ceux de la nécropole de Trivières y sont découverts et permettent d'en déduire que quelques officiers y sont enterrés. Sa situation non loin de ce qui aurait pu être un pont ou un gué sur la rivière de la Haine, semble indiquer la présence d'une importante garnison chargée de surveiller la route entre le domaine des Estinnes et Nivelles, lieu où se trouvent la villa même de Pépin de Landen — découverte et fouillée en 1941 et de 1950 à 1953 — et l'abbaye fondée par sa veuve Itte Idoberge.
L'étude de ces deux nécropoles mérovingiennes de Péronnes et de Haine-Saint-Paul favorise donc l'hypothèse de l'existence du domaine royal des Estinnes et de son appartenance aux Pépinides au moins depuis la fin du Ve siècle,.
Par ailleurs, une charte en faveur de la proche abbaye de Lobbes est signée aux Estinnes par Carloman le 6 février 744, quelques jours avant le concile des Estinnes. Cet acte n'est d'ailleurs pas la seule indication de liens étroits que les Pippinides entretiennent avec Lobbes de leur résidence des Estinnes depuis la première moitié du VIIe siècle.

### Les deux paroisses
Même si les premières mentions d'Estinnes-au-Val et d'Estinnes-au-Mont ne datent que du Xe siècle, c'est probablement au cours de la période mérovingienne (mais, pas avant le VIe siècle) que, pour des raisons démographiques ou culturelles, le domaine est divisé en deux paroisses. La paroisse d'Estinnes-au-Val (ou Estinnes basse) dédiée à Saint-Antoine est probablement plus ancienne d'un siècle qu'Estinnes-au-Mont (ou Estinnes haute) dédiée à Saint Rémi — sur le mont Saint Rémi. Cette division de paroisse se fait sans aucune dégradation du domaine royal. Ce genre de chose n'est pas unique dans la gestion des différents domaines royaux du royaume franc ; certains d'entre-eux (comme Chaource ou Trosly-Loire) se divisent en plusieurs paroisses qui prennent également le titre de « haute » et de « basse »,,.

## Le fisc carolingien

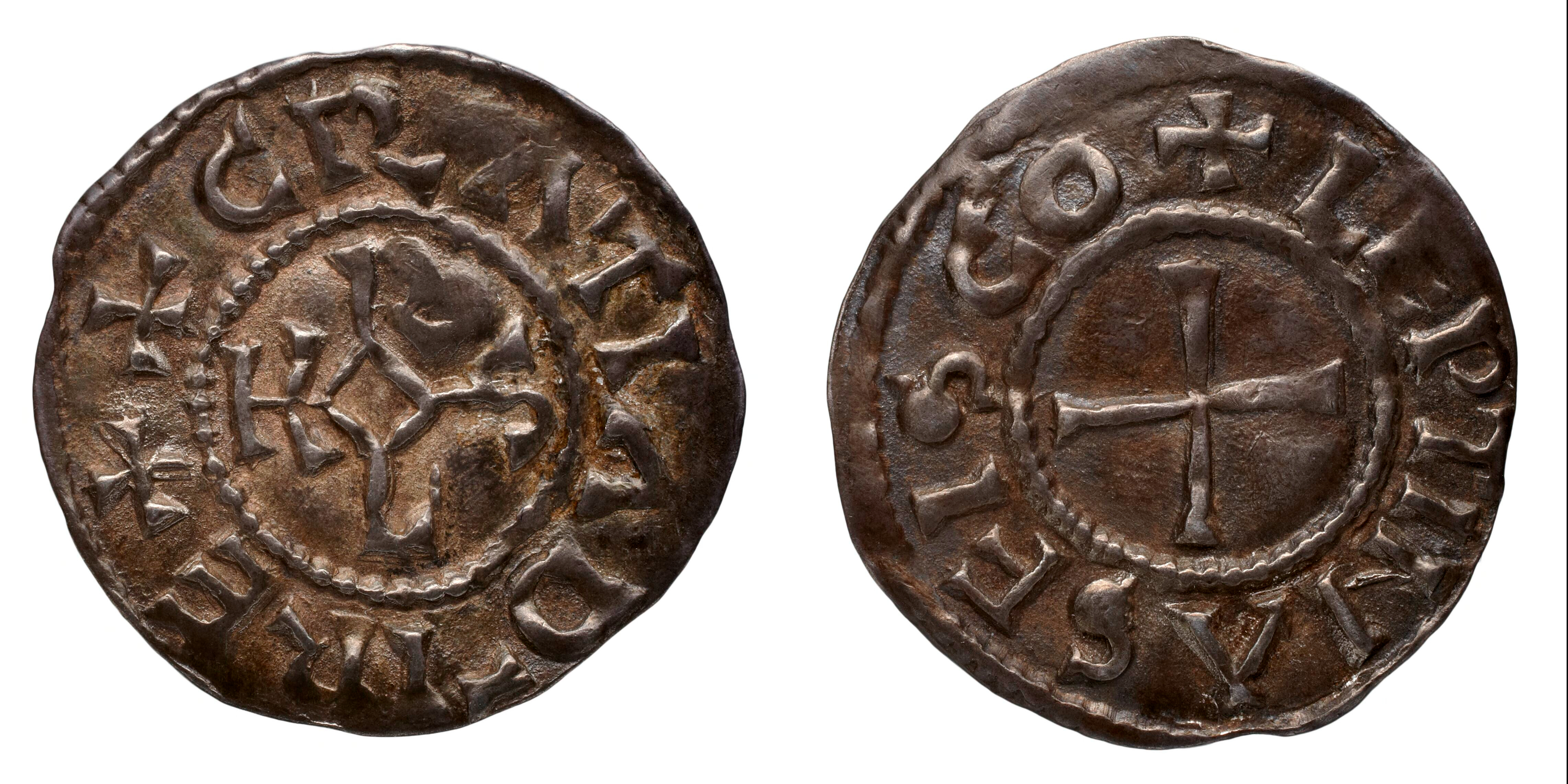
Denier de Charles le Chauve (843 - 877). La légende sur le revers « Leptinas fisco », fait référence au domaine des Estinnes.

En novembre 751, Pépin le Bref dépose Childéric III et se fait élire roi des Francs. Le domaine des Estinnes devient alors un fisc royal carolingien auquel Pépin le Bref semble avoir séjourné pour y tenir des réunions politiques importantes ou pour en faire un lieu d'étape lors de ses voyages. Il semble que son fils Charlemagne , même si Les Estinnes ne figurent sur aucune liste d'endroits où il a séjourné, y soit vraisemblablement passé lors de voyages entre Valenciennes et Aix-la-Chapelle (ville dont il fait le principal fisc royal et « capitale » de l'Empire carolingien). Charlemagne édite de nombreuses dispositions pour l'organisation des différents domaines royaux dont Les Estinnes : il nomme, par exemple, un juge et un maire afin de gérer les affaires du domaine en son nom,.
En 843 le traité de Verdun divise l'empire entre les trois petits-fils de Charlemagne : Charles le Chauve, Lothaire et Louis le Germanique. À plusieurs reprises, les membres de la dynastie éclatée se réunissent afin de régler leurs différends et mener une politique commune. Ces « Journées Franques » ont lieu dans des domaines royaux proches des frontières des trois royaumes dont Les Estinnes en 852. De son côté, Charles le Chauve, en quête de légitimité royale, frappe de nombreux deniers à son nom avec le monogramme des carolingiens et, au revers, le nom de plusieurs de ses domaines royaux dont Les Estinnes avec la légende fisco (fisc). Ces deux éléments permettent de classer le domaine des Estinnes parmi ceux encore pourvus d'un palais et directement dirigés par une autorité royale de Francie au moins jusqu'en 869,.
Au cours des invasions normandes, pendant le règne des derniers carolingiens, le palais semble détruit par les vikings vers l'an 880.

## Le domaine comtal hennuyer
Si les historiens fixent le passage des terres royales aux comtes de Hainaut dans le courant du Xe siècle,, pour Théophile Lejeune, Régnier Ier de Hainaut, comte de Hainaut depuis 875, s'empare des terres royales incluses dans son comté et laissées à l'abandon par les vikings. Ces terres comptent, entre autres, l'ancien domaine royal des Estinnes. Régnier Ier restaure le site en y faisant reconstruire un village sur les ruines de l'ancien palais.

### Le lent démembrement

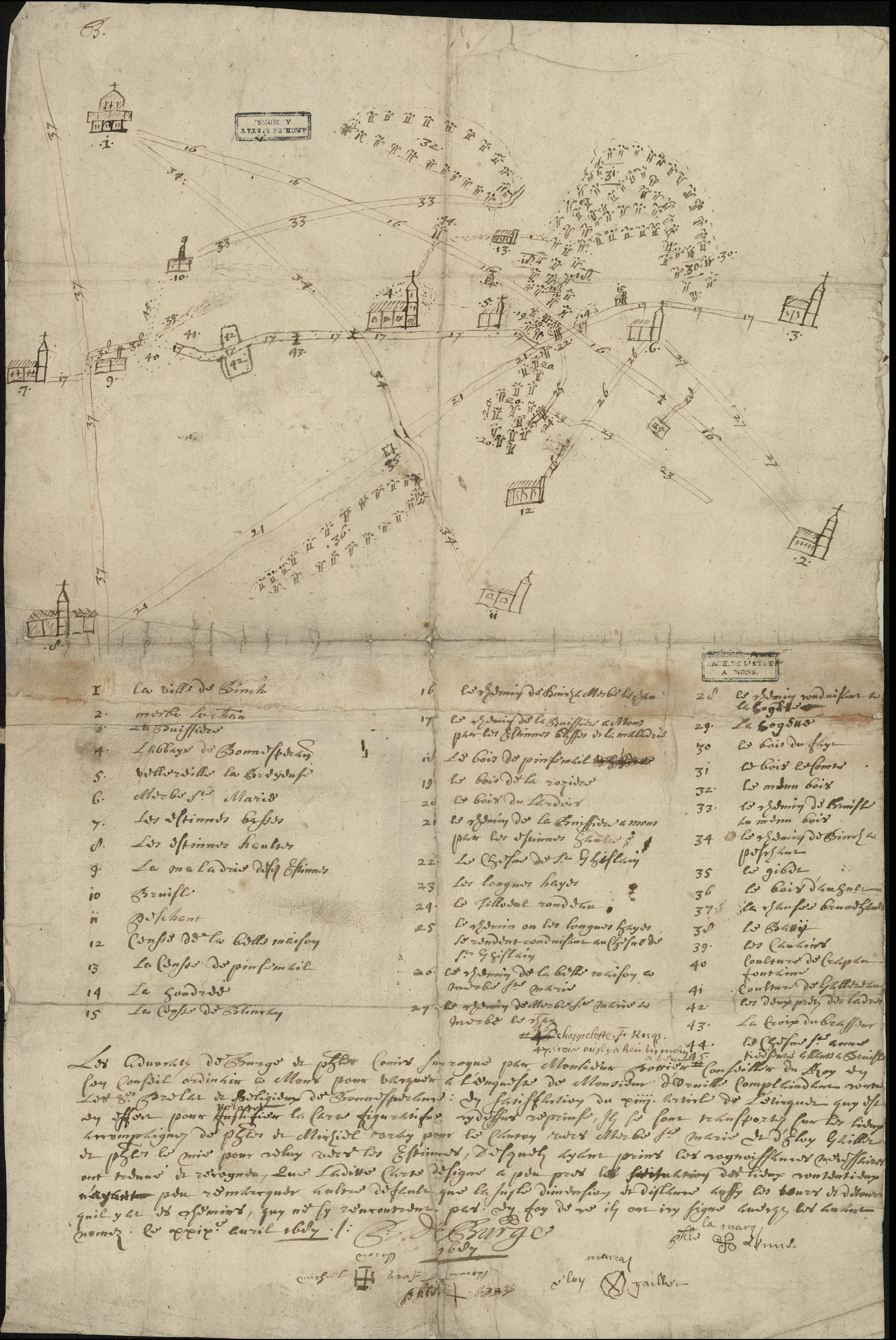
Croquis confectionné le 29 avril 1687 à la main levée au sujet d'un contentieux entre M. d'Orville et l'abbaye de Bonne-Espérance. Y sont notamment mentionnés la ville de Binche (1), Les Estinnes basses (7), Les Estinnes hautes (8), la maladrerie des Estinnes (9), l'Abbaye de Bonne-Espérance (4) et la chaussée de Brunehaut.

De ce changement de propriété, s'ensuit un lent démembrement du domaine : partage, donation et cession de dîmes, droits et terres par les comtes hennuyers font qu'à la fin du Moyen Âge, presque plus aucun témoignage visible de l'existence de l'ancien fisc royal des Etinnes ne subsiste plus. Toutefois, il semble qu'au XIIe siècle, même si la partie sud de l'ancien fisc royal est absente, les localités qui forment le noyau central de la réserve comtale restent entières et les donations n'empêchent nullement sa prospérité au XIIIe siècle.
Parmi ces donations, il faut conter celles accordées au chapitre de Notre-Dame de Cambrais, à l'abbaye de Saint-Denis-en-Broqueroi, à Sainte-Waudru de Mons, à l'abbaye de Bonne-Espérance— qui, au XVe siècle possède presque toute la partie sud d'Estinnes-au-Mont —, à l'abbaye d'Épinlieu et aux fondations charitables des Estinnes et de Bray. Tout cela donne comme résultat que l'avoir comtal diminue en faveur du séculier ecclésiastique. Il est à noter que, vers 1120, la cession de l'autel d'Estinnes-au-Mont ainsi que la dot et les revenus de l'église et un tiers de la grosse dîme au chapitre Notre-Dame de Cambrais et celle de l'autel d'Estinnes-au-Val vers 1175 font que le territoire des Estinnes est l'objet d'une double seigneurie laïque et ecclésiastique. Cette situation crée de nombreux conflits de pouvoirs entre les maires d'Estinnes (nommés par les comtes), la prévôté de Binche et le chapitre de Cambrai.
Cependant, les nombreuses donations également faites sous forme de fiefs et la division des paroisses (celle de Bray est détachée de celle d'Estinnes-au-Val en 1324), ne semblent pas entamer la productivité de la réserve comtale ceci grâce aux nombreux défrichements que les comtes font effectuer en même temps sur leur domaine. Durant cette période, la réserve reste un des plus grands domaines que compte la prévôté de Binche au XIIIe siècle et, jusqu'au XVe siècle, le domaine des Estinnes est donné en douaire aux comtesses du Hainaut, ce qui atteste encore de la richesse du site.
Mais à partir du XIIIe siècle et malgré les tentatives de remembrement des comtes de Hainaut, la réserve comtale est petit à petit cédée en fiefs. Sur les cartes du comte de Ferraris réalisées à la fin du XVIIIe siècle ne figurent encore que quelques lopins de terre très anciens et qui semblent encore appartenir à l'ancien fisc. Joseph II se trouve donc, à l'époque, propriétaire de terres sur Estinnes-au-Mont et Estinnes-au-Val ayant appartenu aux rois carolingiens.

#### Le Moulin du Val
L'abbaye de Bonne-Espérance possède depuis le milieu du XIIe siècle le Moulin du Val à Estinnes-au-Mont (appelé dans les archives de l'abbaye « Moulin de Val » en 1473, « Moulin del Vault » en 1691-1695 « Moulin del Val » en 1704-1705). À la suite d'un incendie, le moulin est converti en 1702 pour y triturer la chiffe, matière première servant à la fabrication du papier notamment nécessaire à l'abbé de Bonne-Espérance Englebert Maghe pour la copie du cartulaire de Bonne-Espérance et pour la rédaction de sa Chronique. Unique papeterie dans le Hainaut, au XVIIIe siècle, les affaires progressent très vite : la papeterie produit non seulement du papier à écrire ou d'emballage, mais aussi du papier destiné à la fabrication de cartes à jouer. Elle attire d'abord une clientèle originaire du Hainaut et du Tournaisis, pour ensuite fournir plus tard divers clients de Bruxelles, Ypres, Maubeuge ou encore Arras. À la suite de la Révolution française, l'activité cesse et le moulin est vendu en 1798,.

### Le servage aboli
Le servage aux Estinnes est aboli en 1290. Dans le cadre d'une restructuration des campagnes de ses domaines et dans la mouvance de celles qui s'inspirent de la Charte-loi de Prisches, Jean Ier de Hainaut signe une charte qui transforme l'ancienne taille arbitraire en un cens, redevance fixe, et réglemente le nombre et la durée des corvées. Elle réduit les également droits de mutation à une redevance fixe, abolit la mainmorte et la remplace par le droit de meilleur catel. En outre, cette charte concède également à la nouvelle population libre de son domaine la faculté de s'assainteurer à Notre-Dame de Péronnes,,.

### Entre guerres et paix

Ordre de bataille des deux armées le jour de la revue du roi dans la plaine entre Gevries et les Estinnes, le 21 mai 1692. Corrigée et augmentée, en 1755, par le chevalier de Beaurain, géographe du roi.

Pillés par les soldats brabançons et bourguignons, en 1409, les guerres de Liège causent aux Estinnes de considérables dommages juste avant l'arrivée des troupes du magistrat de Mons pour le protéger. Plus tard, les guerres de Religions du XVIe siècle causent de nouveau désastres aux Estinnes : en 1568 les Gueux et, plus tard en 1572, les troupes du prince d'Orange y dressent leur campement et livrent le lieu aux flammes et au pillage. Des années 1642 à 1645 plusieurs terres sont laissées à l'abandon par leurs fermiers enrôlés dans les armées.
La mort de Philippe IV roi d'Espagne renforce les prétentions de Louis XIV sur les comtés de Namur et du Hainaut qu'il envahit plusieurs fois. Entre 1672, année pendant laquelle le prince de Condé dirige les troupes françaises et choisit les Estinnes comme quartier général et 1711, année du retrait des dernières troupes françaises, la communauté des Estinnes doit, entre allées et venues des troupes des Pays-Bas espagnols et françaises, fournir vivres, main d’œuvre et tailles. Elle subit également le pillage des maisons de la part des soldats des deux armées.
En 1740, la guerre de Succession d'Autriche oppose l'impératrice Marie-Thérèse d'Autriche au roi de France Louis XV. Ainsi, la communauté des Estinnes doit, en 1744 fournir de nombreux chariots et des vivres pour soutenir la lutte contre les troupes françaises. En 23 octobre 1745, 10 000 soldats français dirigés par le comte de Clermont campent aux Estinnes. À cela s'ajoutent les 8 000 soldats du comte d'Estrée qui vont à Boussoit-sur-Haine. Le général leur offre 5 500 bottes de foin et 2 500 rations d'avoine. Cependant, les habitants des Estinnes doivent encore fournir de grandes quantités de foin au camp de Boussoit. Durant la même période, des troupes françaises passent et logent encore aux Estinnes coupant de nombreuses quantités de blé dans les champs de cultivateurs des Estinnes et de Villers-Saint-Ghislain. Cependant, les habitants des Estinnes sont dédommagés des transports de vivres qu'ils ont effectués pour les troupes de la reine Marie-Thérèse.
La révolution brabançonne divise la communauté des Estinnes entre les habitants de la paroisse d'Estinnes-au-Val partisans de la révolution partis brûler une aigle autrichienne sur la place d'Estinnes-au-Mont dont les habitants restent fidèles au gouvernement de Joseph II. Le 3 mai 1794 les Estinnes sont le théâtre de nouveaux affrontements entre soldats français partisans de la Révolution française et autrichiens dans le bois de Buscaille (non loin des villages d'Estinnes-au-Mont et d'Estinnes-au-Val). Les soldats des deux camps pillent à cette occasion champs et habitations des habitants des Estinnes et des environs.